# 玛丽·卡尔松
玛丽·卡尔松（瑞典語：Marie Karlsson，1963年12月4日—），瑞典女子足球运动员，场上位置是中场。她曾代表瑞典国家队参加1991年国际足联女子世界杯，结果队伍获得季军。